# Renaud Denauw
Renaud Denauw (Moeskroen, 28 november 1936), beter bekend onder het pseudoniem Renaud, is een Belgische striptekenaar. Zijn bekendste reeks is Jessica Blandy.

## Biografie
Renaud Denauw studeerde tekenen en lithografie aan de Sint-Lucasschool van Doornik. Hij studeerde af in reclame en lithografie. Na een jaar in de reclamewereld te hebben gewerkt, tekende hij onder het pseudoniem Sylvain de erotische strip Merline, die in België bij Éditions des Archers werd uitgegeven. Tezelfdertijd verwerkte hij romans van uitgeverij Fleuve noir tot stripverhalen, die in de collectie Comics Pocket van de uitgeverij Arédit/Artima verschenen.
In 1975 ging hij werken voor het stripblad Robbedoes: Daar tekende hij de stripreeks Aymone van 1975 tot 1977. Deze strip gaat over Aymone, een jonge vrouw van Creoolse afkomst met een magische armband. Het verhaal heeft verwijzingen naar reïncarnatie. Jean-Marie Brouyère schreef de tekst en scenario. Deze strip verscheen ook in het Franstalige zusterblad Spirou.
In 1978 tekende hij voor Robbedoes de strip Mollie, Gappie en Hardebol. 
Daarna ging hij werken voor Kuifje, waar vanaf 1979 de hoofdredacteur Jean-Luc Vernal voor hem aan de scenario's voor de reeks Pokervrouw meeschreef. Na deze door de tv-serie Charlie's Angels geïnspireerde spionage-avonturen hernam hij het tekenen van stripverhalen voor kinderen met Plato, Friebel en Guitepuit (Platon, Torloche et Coquinette) in 1983. Zijn samenwerking met Jean-Luc Dufaux, begonnen met de reeks Pokervrouw, zette hij verder met de reeks Jessica Blandy. Deze in het Amerika van de jaren 1980 geschetste reeks, beïnvloed door Bret Easton Ellis en de films van de Coen brothers, zou tot het succes en de populariteit van het tekenaar-scenarist-duo leiden. Ze werkten dan ook opnieuw samen voor De kinderen van de Salamander (Les Enfants de la salamandre), Santiag en Venus H. (Vénus H.).
In 2013 tekende hij samen met Philippe Glogowski mee aan de officiële strip van de Rode Duivels, getiteld: De Braziliaanse droom (Rêve brésilien).
In 2014 werkte hij ook samen met de striptekenaar-scenarist Gihef voor de reeksen Slangengebroed (Crotales) (vervolgserie op Jessica Blandy) en Inkt & Bloed (D'encre et de sang) (over de Tweede Wereldoorlog).

## Werken

### Aymone
(Verscheen in Robbedoes & Spirou van 1975 t/m 1977)
1. Koningin voor 13 piraten, Dupuis, 1975 (scenario: Jean-Marie Brouyère - tekeningen: Renaud)
2. De eis der uitroeiers, Dupuis, 1975 (scenario: Jean-Marie Brouyère - tekeningen: Renaud)
3. In de tijd verbannen. Dupuis, 1976 (scenario: Jean-Marie Brouyère - tekeningen: Renaud)
4. Wolven op het werelddak, Dupuis, 1976 (scenario: Jean-Marie Brouyère - tekeningen: Renaud)
5. In de sneeuw gegijzeld, Dupuis, 1977 (scenario: Jean-Marie Brouyère - tekeningen: Renaud - inkleuring: Dominique)
6. De winter van de lange mars, Dupuis, 1977 (scenario: Jean-Marie Brouyère - tekeningen: Renaud - inkleuring: Dominique))

### Jessica Blandy
1. Denk maar aan Enola Gay..., Novedi, 1987 (scenario: Jean Dufaux - tekeningen: Renaud - inkleuring: Béatrice Monnoyer)
2. Het huis van Dr. Zack , Novedi, 1987 (scenario: Jean Dufaux - tekeningen: Renaud - inkleuring: Béatrice Monnoyer
3. De duivel bij dageraad , Novedi, 1988 (scenario: Jean Dufaux - tekeningen: Renaud)
4. De laatste blues , Novedi, 1988 (scenario: Jean Dufaux - tekeningen: Renaud)
5. Vuurvreter , Novedi, 1989 (scenario: Jean Dufaux - tekeningen: Renaud - inkleuring: Béatrice Monnoyer)
6. Het meisje van Ipanema , Novedi, 1990 (scenario: Jean Dufaux - tekeningen: Renaud - inkleuring: Béatrice Monnoyer)
7. Antwoord, stervende... , Dupuis, 1992 (scenario: Jean Dufaux - tekeningen: Renaud - inkleuring: Béatrice Monnoyer)
8. Zonder wroeging, zonder spijt... , Dupuis, 1992 (scenario: Jean Dufaux - tekeningen: Renaud - inkleuring: Béatrice Monnoyer)
9. Satan, mijn broeder ,Dupuis, 1993 (scenario: Jean Dufaux - tekeningen: Renaud - inkleuring: Béatrice Monnoyer)
10. Satan, mijn smart , Dupuis, 1994 (scenario: Jean Dufaux - tekeningen: Renaud - inkleuring: Béatrice Monnoyer)
11. Trouble in paradise , Dupuis, 1995 (scenario: Jean Dufaux - tekeningen: Renaud - inkleuring: Béatrice Monnoyer)
12. Als een gat in het hoofd , Dupuis, 1996 (scenario: Jean Dufaux - tekeningen: Renaud - inkleuring: Béatrice Monnoyer)
13. Een brief voor Jessica , Dupuis, 1997 (scenario: Jean Dufaux - tekeningen: Renaud - inkleuring: Béatrice Delpire)
14. Cuba! , Dupuis, 1998 (scenario: Jean Dufaux - tekeningen: Renaud - inkleuring: Béatrice Delpire)
15. Zoals Ginny was, Dupuis, 1998 (scenario: Jean Dufaux - tekeningen: Renaud - inkleuring: Béatrice Delpire)
16. Buzzard Blues , Dupuis, 1999 (scenario: Jean Dufaux - tekeningen: Renaud - inkleuring: Béatrice Delpire)
17. Ik ben een moordenaar , Dupuis, 2000 (scenario: Jean Dufaux - tekeningen en inkleuring: Renaud)
18. Het Jessica-contract), Dupuis, 2000 (scenario: Jean Dufaux - tekeningen en inkleuring: Renaud)
19. Erotic attitude , Dupuis, 2001 (scenario: Jean Dufaux - tekeningen en inkleuring: Renaud)
20. Mr. Robinson , Dupuis, 2002 (scenario: Jean Dufaux - tekeningen en inkleuring: Renaud)
21. De grens , Dupuis, 2002 (scenario: Jean Dufaux - tekeningen en inkleuring: Renaud)
22. Blue harmonica, Dupuis, 2003 (scenario: Jean Dufaux - tekeningen en inkleuring: Renaud)
23. Kamer 27 , Dupuis, 2004 (scenario: Jean Dufaux - tekeningen en inkleuring: Renaud)
24. De bewakers , Dupuis, 2006 (scenario: Jean Dufaux - tekeningen en inkleuring: Renaud)

### Het pad van Jessica
1. Daddy ! , Dupuis, 2009 (scenario: Jean Dufaux - tekeningen en inkleuring: Renaud)
2. Rood Piment , Dupuis, 2009 (scenario: Jean Dufaux - tekeningen en inkleuring: Renaud)
3. Geweld en verlangen , Dupuis, 2011 (scenario: Jean Dufaux - tekeningen en inkleuring: Renaud)

### Slangengebroed
1. Slangengebroed 1/2 , Dupuis, 2014 (scenario: Gihef - tekeningen en inkleuring: Renaud)
2. Slangengebroed 2/2 , Dupuis, 2014 (scenario: Gihef - tekeningen en inkleuring: Renaud)

### Pokervrouw
1. Operatie olietankers , Le Lombard, 1983 (scenario: Jean-Luc Vernal - tekeningen: Renaud)
2. Safari in de groene hel , Le Lombard, 1983 (scenario: Jean-Luc Vernal - tekeningen: Renaud - inkleuring: Béatrice Monnoyer)
3. De wraak van de Mousthikos , Le Lombard, 1984 (scenario: Jean-Luc Vernal - tekeningen: Renaud - inkleuring: Magda Pierard)
4. Oproer in Ghafnistan , Le Lombard, 1985 (scenario: Jean-Luc Vernal - tekeningen: Renaud - inkleuring: M.L. Scaramelli)
5. De vervloeking , Le Lombard, 1986 (scenario: Jean-Luc Vernal en Jean Dufaux - tekeningen: Renaud - inkleuring: Guy Vangibergen)
6. Het bloed der Dewatah's , Le Lombard, 1987 (scenario: Jean-Luc Vernal en Jean Dufaux - tekeningen: Renaud - inkleuring: Liliane)
7. Het oog van de Barracuda , Le Lombard, 1988 (scenario: Jean-Luc Vernal en Jean Dufaux - tekeningen: Renaud - inkleuring: Béatrice Monnoyer)

- De Wolvinnen van Han , Arcadia, 2014 (scenario: Jean-Luc Vernal - tekeningen: Renaud) (eerst verschenen in Tintin (1983))

### De Kinderen van de Salamander
1. Angie , Dargaud, 1988 (scenario: Jean Dufaux - tekeningen: Renaud - inkleuring: Béatrice Monnoyer)
2. Arkadin , Dargaud, 1989 (scenario: Jean Dufaux - tekeningen: Renaud - inkleuring: Béatrice Monnoyer)
3. Alicia , Novedi, 1990 (scenario: Jean Dufaux - tekeningen: Renaud - inkleuring: Béatrice Monnoyer)

### Santiag
1. Santiag , Glénat, 1991 (scenario: Jean Dufaux - tekeningen: Renaud - inkleuring: Béatrice Monnoyer)
2. De wachter van de nacht , Glénat, 1992 (scenario: Jean Dufaux - tekeningen: Renaud - inkleuring: Béatrice Monnoyer)
3. Rood… als de eeuwigheid , Glénat, 1994 (scenario: Jean Dufaux - tekeningen: Renaud - inkleuring: Béatrice Monnoyer)
4. Aan de overkant van de Rio , Glénat, 1995 (scenario: Jean Dufaux - tekeningen: Renaud - inkleuring: Béatrice Monnoyer)
5. De terugkeer , Glénat, 1996 (scenario: Jean Dufaux - tekeningen: Renaud - inkleuring: Béatrice Delpire)

### Venus H.
1. Anja, Dargaud, 2005 (scenario: Jean Dufaux - tekeningen en inkleuring: Renaud)
2. Miaki, Dargaud, 2007 (scenario: Jean Dufaux - tekeningen en inkleuring: Renaud)
3. Wanda, Dargaud, 2008 (scenario: Jean Dufaux - tekeningen en inkleuring: Renaud)

### Plato, Friebel en Guitepuit
- Volledige uitgave 1, La Vache qui médite, 2009 (scenario: Didgé - tekeningen: Renaud)
- Volledige uitgave 4, La Vache qui médite, 2009 (scenario: Didgé - tekeningen: Renaud)

Verschenen verhalen in Kuifje: Honden in nood (1964), Een namiddagje dierentuin (1965), Elektronisch raadsel (1966), De gekke robot (1966)

### Mollie, Gappie en Hardebol
- De gestolen Stradivarius  (verscheen in 1978 in Robbedoes.[5]) - scenario Jean Mariette

### De Braziliaanse droom
1. Een weddenschap , TJ Éditions, 2013 (scenario: Maurice Loiseau en Philippe Glogowski - tekeningen: Philippe Glogowski en Renaud - inkleuring: Studio Leonardo en Usagi)
2. De stunt , TJ Éditions, 2014 (scenario: Maurice Loiseau en Philippe Glogowski - tekeningen: Philippe Glogowski, Willy Harold Williamson en Renaud - inkleuring: Studio Leonardo)
3. De Duivels op het EK , TJ Éditions, 2016 (scenario: Philippe Glogowski - tekeningen: Renaud - inkleuring: Studio Leonardo)

## Prijzen
- 1989: bijzonder prijs van de jury op het stripfestival van Sierre